# Mario Tiberini
Mario Tiberini (San Lorenzo in Campo, 8 settembre 1826 – Reggio Emilia, 16 ottobre 1880) è stato un tenore italiano.

## Biografia
Nasce a San Lorenzo in Campo (PU) l'8 settembre 1826 alle ore 5 del mattino in una casetta dentro le mura dietro il cinquecentesco Palazzo dei Della Rovere. Attende lo studio delle belle lettere nel Collegio Convitto di Pergola, poi a 20 anni va a Roma, dove studia canto con il maestro Domenico Lucilla, per proseguire a Napoli con Emanuele de Roxas.
Nel 1851, a 25 anni, debutta al Teatro Argentina di Roma nel ruolo di Idreno nella Semiramide di Gioachino Rossini. Canta poi a Napoli e a Palermo, ma la sua vera carriera inizia nelle Americhe (Antille, Venezuela, Stati Uniti), dove si esibisce dal 1854 al 1858, facendo numerosi concerti ed opere e debuttando molti ruoli che poi porta in Italia. Rientra in Europa nel 1858, tiene un concerto nel Teatro Trionfo di San Lorenzo in Campo per il battesimo di suo nipote Teotimo, poi viene scritturato dal Gran Teatro del Liceu di Barcellona in Spagna, dove conosce il soprano Angelina Valandris Ortolani, che sposa il 14 aprile 1859 a Barcellona. Torna in patria, dove tiene numerose Beneficiate per la causa italiana e canta per l'apertura del primo Parlamento Italiano.
Dopo il matrimonio canta quasi sempre con la moglie, riportando favolosi successi, calca i principali teatri italiani e stranieri, con un repertorio che comprende opere di Mozart, Rossini, Bellini, Gounod, Meyerbeer, Donizetti, Verdi, Marchetti, Faccio, Flotow, William Henry Fry, Halévy, Hérold, Lillo, Giovanni Battista Meiners, Moscuzza, Pacini, Peri, Petrella, Poniatowski, Ricci, Filippo Sangiorgi, Sinico, Tarbé des Sablons, Nicolau Guanyabens, mettendo in repertorio una settantina di ruoli e debuttando ben 17 opere nuove in prima mondiale assoluta. "Del pari valente sia nel canto di grazia e agilità che in quello di forza e passione, Tiberini è presto conteso da tutti i più importanti teatri”.
Canta quasi tutte le opere di Rossini, riportando in auge anche quelle già allora dimenticate, come Matilde di Shabran, il compositore marchigiano Filippo Marchetti se lo contende con Verdi e Verdi stesso ne fa un punto fermo per il ruolo di Alvaro ne La forza del destino e per quello di Riccardo in Un ballo in maschera. Grande artista, entusiasma le platee per la particolarità della sua voce, per la personalissima arte interpretativa, per la poliedricità del suo talento, per la varietà del repertorio, per il magistrale uso della voce, per la magnifica comunicativa e per la straordinaria arte scenica. 
La sua carriera si chiude nel 1876; muore il 16 ottobre 1880 all'ospedale di Reggio Emilia e viene tumulato al Cimitero Monumentale di Milano.. Dopo quattro mesi gli viene intitolato il Teatro Trionfo di San Lorenzo in Campo, che da allora si chiama appunto Teatro Mario Tiberini. La vita e la carriera del tenore e di sua moglie sono descritte nel libro di Giosetta Guerra “Mario Tiberini, tenore, una gloria marchigiana del passato”, pubblicato nel dicembre 2005.

## Premio lirico internazionale "Mario Tiberini"
Ideato e organizzato per la prima volta nel 1989 dalla Prof.ssa Giosetta Guerra di San Lorenzo in Campo, il Premio lirico internazionale “Mario Tiberini” nasce per riportare alla luce il tenore laurentino Mario Tiberini, al quale sono intitolati il Teatro Comunale di San Lorenzo in Campo e la via retrostante.
Il primo artista premiato è stato il grande basso americano Samuel Ramey, che è diventato in seguito Presidente Onorario del Premio.
Il Premio “Tiberini d'oro”, noto ed apprezzato nel panorama lirico internazionale, è conferito ad artisti famosi del teatro d'opera, il Premio “Tiberini d'argento” a giovani artisti in carriera, gli artisti ringraziano offrendo al pubblico un recital di altissimo livello.
Il premio è nato per amore: amore per il tenore Mario Tiberini che Giosetta Guerra ha riportato alla luce con una biografia unica al mondo, amore per il compositore Gioachino Rossini tornato alla ribalta in epoca contemporanea grazie al Rossini Opera Festival, amore per il basso americano Samuel Ramey che diede prestigio all’opera lirica con la sua magnifica voce e la sua straordinaria arte scenica ed interpretativa. Questi tre artisti vennero riuniti in un evento unico e straordinario, su idea di Giosetta Guerra:  il Premio Lirico Internazionale Mario Tiberini, che fece il suo debutto la sera del 20 Agosto 1989 al Teatro Tiberini di San Lorenzo in Campo. 
In tale circostanza Rossini era idealmente presente con le sue arie d’opera, Tiberini era virtualmente presente con un premio a lui intitolato, Samuel Ramey era concretamente presente perché riceveva dall’associazione musicale multicanalizzata Mario Tiberini il primo premio Tiberini d’Oro.
La presenza del basso americano, che si esibì generosamente in questo piccolo teatro, ebbe una risonanza mondiale e rese il premio prestigioso. Il cantante venne quindi invitato a diventare Presidente Onorario del Premio e lui rispose “yes, forever”. 
Negli anni successivi i più noti  cantanti del panorama lirico internazionale hanno ricevuto il premio Tiberini e si sono esibiti non solo al teatro Tiberini di San Lorenzo in Campo, ma anche al Teatro La Fenice di Senigallia, al Teatro La Regina di Cattolica, al Teatro Rossini di Pesaro e alla Rocca  Malatestiana di Fano. 
Sono stati premiati  cantanti, registi e scenografi, direttori d’orchestra, orchestre e ensembles, maestri del coro, cori d’opera, strumentisti, maestri accompagnatori e compositori (59 tiberini d’oro e 37 tiberini d’argento).
La lista dei premiati è una chiara dimostrazione del livello artistico e culturale della manifestazione.
A seguire l'elenco dei premiati:

### Tiberini d'oro
- 1989 Samuel Ramey basso
- 1990 Pietro Ballo tenore
- 1991 Chris Merritt tenore
- 1992 Mariella Devia soprano
- 1995 Roberto Servile baritono
- 1996 Rockwell Blake tenore e Giuseppe Taddei baritono
- 1997 Giusy Devinu soprano
- 1998 Andrea Bocelli tenore e Daniela Dessì soprano
- 1999 Cecilia Gasdia soprano, Bruno Praticò baritono e Pier Luigi Pizzi regista
- 2000 Graciela Alperyn mezzosoprano
- 2001 Maria Dragoni soprano, Carlo Morganti maestro di coro e Coro lirico “V. Bellini” di Ancona
- 2003 Juan Diego Flórez tenore
- 2004 Katia Ricciarelli soprano e Bruno de Simone baritono
- 2005 Michele Mirabella regista e Luca Canonici tenore
- 2006 Elisabetta Courir regista, Federico Mondelci direttore d'orchestra e Giosetta Guerra biografa di Mario Tiberini e ideatrice del Premio Tiberini
- 2007 Dīmītra Theodosiou soprano, Daniele Rubboli regista e presentatore, Michele Pertusi basso, Fabio Armiliato tenore, Simona Marchini attrice e regista; Daniela Dessì soprano.
- 2008 Nicola Martinucci tenore, Amarilli Nizza soprano e Gabriele Lavia regista e attore
- 2010 Lorenzo Regazzo basso
- 2011 Coro del Teatro Regio di Parma, Martino Faggiani M° del coro, Claudio Scimone e I Solisti Veneti, Sonia Ganassi mezzosoprano, Simone Alaimo basso-baritono, Nicola Alaimo baritono, Dīmītra Theodosiou.
- 2012 Jessica Pratt soprano, Carlo Lepore basso e Nicola Marchesini controtenore
- 2013 Gian Luca Pasolini tenore e Andrea Concetti basso
- 2014 Michael Spyres tenore e Sonia Prina contralto
- 2015 Gregory Kunde tenore, Fiorenza Cedolins soprano, Sumi Jo soprano, Vittorio Grigolo tenore
- 2016 coppia Francesca Patanè soprano - Marco Chingari baritono
- 2017 Mirco Palazzi basso e Paolo Bordogna baritono
- 2018 Davide Giusti tenore
- 2019 Donato Renzetti direttore d’orchestra, Carlo Vistoli controtenore
- 2021 Raffaella Milanesi soprano e Raffaele Pe controtenore
- 2023 Enrico Giovagnoli tenore, sosia di Mario Tiberini
- 2024 Orchestra Sinfonica G. Rossini

### Tiberini d'argento
- 1991 Marcello Lippi baritono e Adelisa Tabiadon soprano
- 1992 Natale De Carolis basso
- 1996 Eva Mei soprano, Patrizia Orciani soprano e Paola Molinari pianista
- 1997 Paul Austin Kelly tenore e Coro Mezio Agostini di Fano
- 1998 Nicola Ulivieri basso, Andrea Concetti baritono e Antonio Bigonzi violinista
- 1999 Marcello Bedoni tenore e Rosetta Cucchi pianista
- 2000 Antonino Siragusa tenore, Lorenzo Regazzo basso e Raimund See direttore d'orchestra
- 2001 Patrizio Saudelli tenore e Gianpaolo Mazzoli compositore
- 2003 Yolanda Auyanet soprano e Marco Vinco basso
- 2004 Francesca Provvisionato mezzosoprano e Marco Spotti basso
- 2005 Riccardo Zanellato basso e Enrico Reggioli pianista e direttore d'orchestra
- 2006 Accademia Lirica di Cagli e Coro Umberto Giordano di Foggia
- 2007 Leonardo Galeazzi baritono
- 2009 Carlo Di Cristoforo basso e Rosita Tassi soprano
- 2011 Coro della Regina di Cattolica, Gilberto Del Chierico M° del coro, Enrico Giovagnoli tenore, Silvia Tortolani soprano e Mirca Rosciani pianista
- 2015 Chiara Amarù mezzosoprano
- 2017 Giuliana Gianfaldoni soprano
- 2018 Julija Samsonova Khayet mezzosoprano